# Liên hiệp Hóa sinh và Sinh học phân tử Quốc tế
Liên hiệp Hóa sinh và Sinh học phân tử Quốc tế hay Liên đoàn Quốc tế về Hóa sinh và Sinh học phân tử, viết tắt tiếng Anh là IUBMB (International Union of Biochemistry and Molecular Biology) là một tổ chức phi chính phủ - phi lợi nhuận quốc tế hoạt động trong lĩnh vực nghiên cứu Hóa sinh và Sinh học phân tử.
Liên đoàn được thành lập vào năm 1955, với tên gọi Liên đoàn Hóa sinh Quốc tế (IUB, International Union of Biochemistry).
IUBMB hiện có 77 nước thành viên (tính đến năm 2008), và là thành viên liên hiệp khoa học của Hội đồng Quốc tế về Khoa học (ICSU), và là thành viên Hội đồng Khoa học Quốc tế (ISC) thành lập năm 2018.
Chủ tịch nhiệm kỳ 2018-2021 là Andrew H.-J. Wang từ  Đài Loan.

## Hoạt động
IUBMB thúc đẩy sự phát triển của cộng đồng quốc tế về khoa học sinh học phân tử.
- Thúc đẩy sự tương tác qua sự đa dạng của những nỗ lực trong các ngành khoa học sinh học phân tử
- Tạo kết nối vượt qua rào cản về dân tộc, văn hóa, giới tính và tình trạng kinh tế
- Tạo đường cho các nhà khoa học trẻ để thực hiện đầy đủ tiềm năng của họ
- Cung cấp tư vấn dựa trên bằng chứng về chính sách công
- Thúc đẩy các giá trị, chuẩn mực và đạo đức của khoa học và sự di chuyển tự do không bị cản trở cho các nhà khoa học của tất cả các quốc gia.

## Tổ chức khu vực
Các tổ chức khu vực 
| Viết tắt | Tên                                                                   | Đặt tại           |
| -------- | --------------------------------------------------------------------- | ----------------- |
| FAOBMB   | Federation of Asian and Oceanian Biochemists and Molecular Biologists | Clayton, Úc       |
| FASBMB   | Federation of African Societies of Biochemistry and Molecular Biology | Marrakech, Maroc  |
| FEBS     | Federation of European Biochemical Societies                          | Rehovot, Israel   |
| PABMB    | Pan American Association for Biochemistry and Molecular Biology       | Sao Paulo, Brasil |

## Điều hành
Các đại hội toàn thể IUBMB (General Assembly) tiến hành từng 3 năm.
| Nr. | Nhiệm kỳ  | Chủ tịch           | Từ nước          |
| --- | --------- | ------------------ | ---------------- |
| 19. | 2018-2021 | Andrew H.-J. Wang  | Đài Loan         |
| 18. | 2015-2018 | Joan J. Guinovart  | Tây Ban Nha      |
| 17. | 2012-2015 | G. Petsko          | Hoa Kỳ           |
| 16. | 2007-2012 | A. Azzi            | Thụy Sĩ & Hoa Kỳ |
| 15. | 2006      | G. Kenyon          | Hoa Kỳ           |
| 14. | 2003-2006 | M. Osborn          | Đức              |
| 13. | 2000-2003 | B.F.C Clark        | Đan Mạch         |
| 12. | 1997-2000 | W.J. Whelan        | Hoa Kỳ           |
| 11. | 1994-1997 | K. Yagi            | Nhật Bản         |
| 10. | 1991-1994 | H.L. Kornberg      | Anh Quốc         |
| 9.  | 1988-1991 | E.C. Slater        | Hà Lan           |
| 8.  | 1985-1988 | M. Grunberg-Manago | Pháp             |
| 7.  | 1979-1985 | H.G. Wood          | Hoa Kỳ           |
| 6.  | 1979      | F. Lynen           | Đức              |
| 5.  | 1976-1979 | A.A. Bayev         | Nga              |
| 4.  | 1973-1976 | O. Hayaishi        | Nhật Bản         |
| 3.  | 1967-1973 | A.H.T. Theorell    | Thụy Điển        |
| 2.  | 1961-67   | S. Ochoa           | Hoa Kỳ           |
| 1.  | 1955-61   | M. Florkin         | Bỉ               |